# Uxegney
Uxegney je francouzská obec v departementu Vosges, v regionu Grand Est.

## Znak
Tři tkalcovské člunky odkazují na existenci textilního průmyslu v obci, koňská hlava na závodní dráhu z počátku 20. století.

## Geografie
Sousední obce: Darnieulles, Sanchey, Les Forges, Golbey a Domèvre-sur-Avière.

## Památky
- pevnost Roussel z 19. století

## Vývoj počtu obyvatel
Počet obyvatel